# Norm Lewis
Norm Lewis, né le 2 juin 1963 à Tallahassee, en Floride, est un acteur et chanteur de baryton américain. Il est apparu en Europe, à Broadway, dans le cinéma, la télévision, les enregistrements et le théâtre régional.  Les productions auxquelles il a participé incluent Dessa Rose, Miss Saigon, The Wild Party et plusieurs autres. 

## Biographie
Norm Lewis a grandi à Eatonville, en Floride. Il est diplômé en 1981 de l'Edgewater High School, à Orlando. Il a travaillé à l'Orlando Sentinel avant sa carrière d'acteur. 
Lewis a interprété Javert dans la comédie musicale Les Misérables à plusieurs reprises. Il a d'abord tenu le rôle dans le revival de Broadway en 2006, faisant de lui le premier acteur afro-américain à jouer le rôle dans une production professionnelle anglaise. Il l'a ensuite repris dans la production du West End. À l'O2 Arena à Londres, il a chanté le rôle au concert du 25e anniversaire du spectacle. Lewis a de nouveau repris le rôle dans la production de Muny, St. Louis, du 15 au 21 juillet 2013.   
Lewis est apparu dans une version révisée de Porgy and Bess, en tant que Porgy, d'abord au Loeb Drama Center (Cambridge, Massachusetts) d'août à septembre 2011, puis à Broadway au Richard Rodgers Theatre à partir des avant-premières du 12 décembre 2011. Cette production de l'American Repertory Theatre a été « réinventée par Suzan-Lori Parks et Diedre Murray comme une comédie musicale pour le public contemporain ». Il a été nommé pour le Tony Award du meilleur acteur dans une comédie musicale et le Drama Desk Award du meilleur acteur dans une comédie musicale pour sa performance. 
Lewis a dépeint Caïphe dans le concert télévisé live Jesus Christ Superstar in Concert le dimanche de Pâques (soit le 1er avril 2018).    

## Au théâtre
| Année   | Titre                                          | Rôle                              | Théâtre                                     |
| ------- | ---------------------------------------------- | --------------------------------- | ------------------------------------------- |
| 1992    | Once on This Island (en)                       | Agwé                              | Gateway Playhouse                           |
| 1993–95 | The Who's Tommy (en)                           | Specialist                        | St. James Theatre                           |
| 1995–96 | Miss Saigon                                    | John                              | Broadway Theatre                            |
| 1997    | Side Show                                      | Jake                              | Richard Rodgers Theatre                     |
| 1998    | A New Brain                                    | Roger Delli-Bovi                  | Mitzi E. Newhouse Theater au Lincoln Center |
| 1999    | Sweeney Todd: The Demon Barber of Fleet Street | Sweeney Todd                      | Signature Theatre                           |
| 2000    | The Wild Party                                 | Eddie                             | Virginia Theatre                            |
| 2001    | Dreamgirls                                     | Curtis Taylor Jr.                 | New York Actors Fund concert                |
| 2002    | Amour                                          | Various                           | Music Box Theatre                           |
| 2002    | Golden Boy                                     | Eddie Satin                       | Encores!                                    |
| 2003    | Chess                                          | Alexander                         | New York Actors Fund concert                |
| 2004    | Chicago                                        | Billy Flynn                       | Ambassador Theatre                          |
| 2004    | Hair                                           | Tribe                             | New York Actors Fund concert                |
| 2005    | Two Gentlemen of Verona                        | Valentine                         | Delacorte Theater                           |
| 2005    | Dessa Rose                                     | Nathan                            | Mitzi E. Newhouse Theatre                   |
| 2006–07 | Les Misérables                                 | Javert                            | Broadhurst Theatre                          |
| 2007-09 | La Petite Sirène                               | King Triton                       | Lunt-Fontanne Theatre                       |
| 2009    | Sweeney Todd: The Demon Barber of Fleet Street | Sweeney Todd                      | Casa Manana Theatre                         |
| 2009    | First You Dream: The Music of Kander & Ebb     | Performer                         | Signature Theatre                           |
| 2010    | Sondheim on Sondheim                           | Performer                         | Roundabout Theatre                          |
| 2010-11 | Les Misérables                                 | Javert                            | Queen's Theatre                             |
| 2010    | Les Misérables                                 | Javert                            | The O2 Arena                                |
| 2011    | Porgy and Bess                                 | Porgy                             | Loeb Drama Center                           |
| 2011    | Dracula, the Musical                           | Abraham Van Helsing / John Seward | Enregistrement studio                       |
| 2012    | Porgy and Bess                                 | Porgy                             | Richard Rodgers Theatre                     |
| 2012    | First You Dream: The Music of Kander & Ebb     | Performer                         | Kennedy Center                              |
| 2013    | The Tempest (La Tempête)                       | Prospero                          | The Public Theatre                          |
| 2013    | A Bed and a Chair: A New York Love Affair      | Performer                         | Encores!                                    |
| 2013    | Les Misérables                                 | Javert                            | The Muny                                    |
| 2014-15 | The Phantom of the Opera                       | Erik, le Fantôme de l'Opéra       | Majestic Theatre                            |
| 2015    | Show Boat                                      | Joe                               | Lincoln Center                              |
| 2017    | Sweeney Todd: The Demon Barber of Fleet Street | Sweeney Todd                      | Barrow Street Theatre                       |
| 2018    | Once on This Island                            | Agwe                              | Circle in the Square Theatre                |
| 2019    | The Music Man                                  | Harold Hill                       | Kennedy Center                              |
| 2023    | Love Never Dies                                | Erik, le Fantôme de l'Opéra       | Theatre Royal Drury Lane                    |

## Au cinéma
| Année | Titre                                          | Rôle             |
| ----- | ---------------------------------------------- | ---------------- |
| 1986  | Stand by Me                                    | Swing gang       |
| 2001  | Confidences (court)                            | Reggie           |
| 2005  | Preaching to the Choir                         | Révérend Tucker  |
| 2010  | Sex and the City 2                             | Reginald         |
| 2010  | Les Misérables en concert: le 25e anniversaire | Javert           |
| 2011  | Pizza Verdi (court métrage)                    | Reggie           |
| 2014  | Un amour d'hiver                               | Gardien          |
| 2016  | Magnum Opus                                    | Charlie Lutwidge |
| 2018  | Jesus Christ Superstar Live in Concert         | Caïphe           |
| 2020  | Da 5 Bloods : Frères de sang (Da 5 Bloods)     | Eddie            |

## À la télévision
| Année | Titre                                              | Rôle        |
| ----- | -------------------------------------------------- | ----------- |
| 2020  | Mrs. America                                       | Ron Dellums |
| 2022  | New York, police judiciaire (saison 21, épisode 1) | Henry King  |

## Récompenses et nominations
| Année | Prix                                  | Catégorie                                                             | Œuvre                             | Résultat   |
| ----- | ------------------------------------- | --------------------------------------------------------------------- | --------------------------------- | ---------- |
| 2005  | Prix Drama Desk                       | Acteur vedette exceptionnel dans une comédie musicale                 | Dessa Rose                        | Nomination |
| 2012  | Tony Award                            | Meilleure performance d'un acteur principal dans une comédie musicale | Porgy and Bess                    | Nomination |
| 2012  | Prix Drama Desk                       | Acteur exceptionnel dans une comédie musicale                         | Porgy and Bess                    | Nomination |
| 2012  | Prix de la ligue dramatique           | Performance distinguée                                                | Porgy and Bess                    | Nomination |
| 2012  | Prix du Cercle des critiques externes | Acteur exceptionnel dans une comédie musicale                         | Porgy and Bess                    | Nomination |
| 2013  | Prix Grammy                           | Meilleur album de théâtre musical                                     | Porgy and Bess                    | Nomination |
| 2019  | Prix Grammy                           | Meilleur album de théâtre musical                                     | Jesus Christ Superstar en concert | Nomination |